# 346999 Evalilly
346999 Evalilly è un asteroide della fascia principale. Scoperto nel 2010, presenta un'orbita caratterizzata da un semiasse maggiore pari a 2,7578023 au e da un'eccentricità di 0,0482378, inclinata di 4,59436° rispetto all'eclittica.